# K2

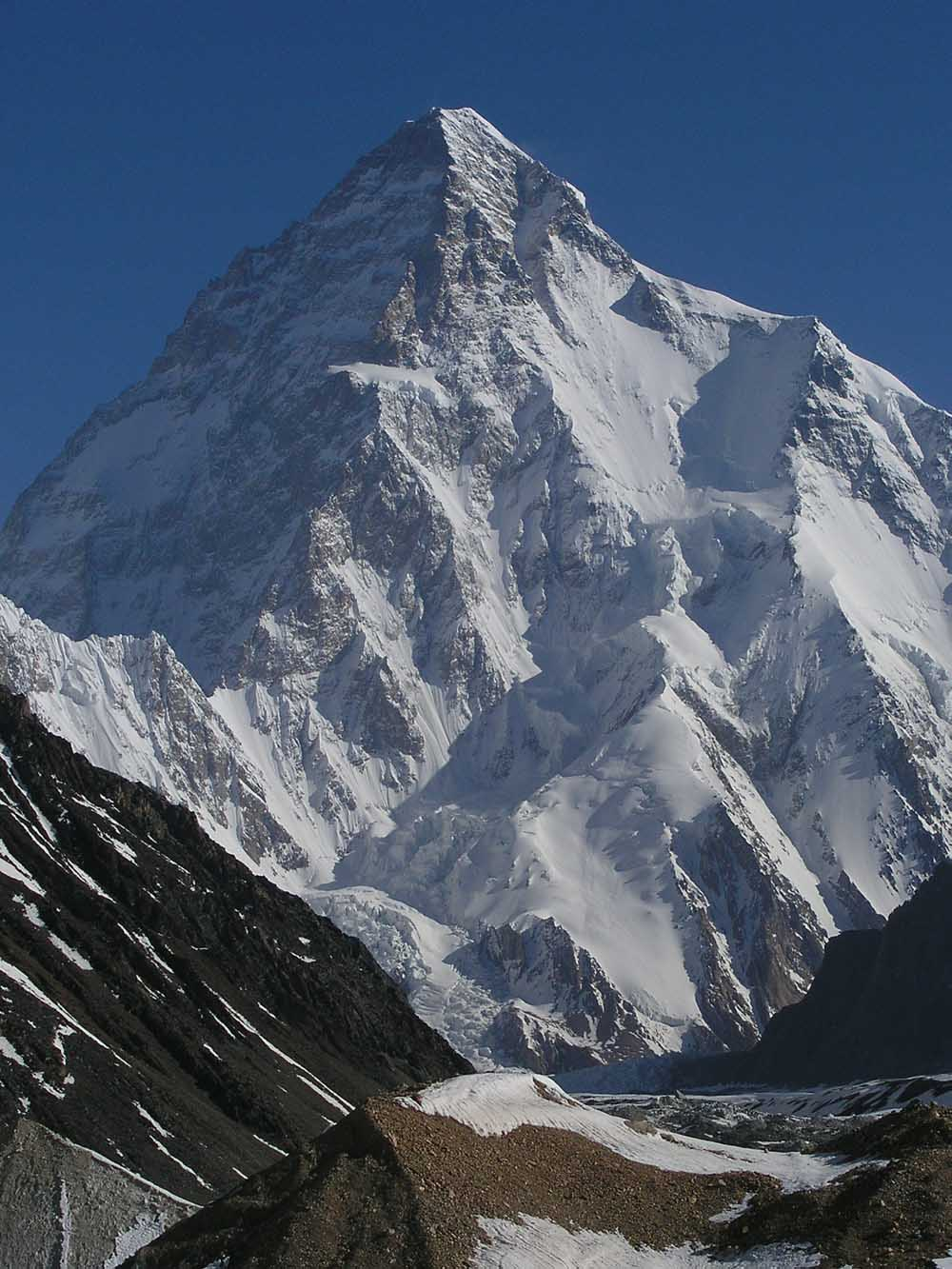
Vista más cercana del K2

El K2 es una montaña perteneciente a la cordillera del Karakórum, en el sistema de los Himalayas. Está a 8611 m s. n. m., y es la segunda montaña más alta de la Tierra, tras el monte Everest (8849 m s. n. m.) y, posiblemente, la más difícil de escalar, junto con el Annapurna y el Nanga Parbat.
Se localiza en la frontera entre Pakistán (la vertiente sur, perteneciente a Gilgit, en los Gilgit-Baltistan, antes Territorios del Norte), la zona de Cachemira administrada por los pakistaníes (situada al norte del glaciar Baltoro) y China (la vertiente norte, perteneciente al condado autónomo de Tashkurgán de la prefectura de Kashgar, en la Región Autónoma Uigur de Sinkiang). La India también reivindica la región, considerando que el K2 está íntegramente en su territorio.
El K2 se conoce como la montaña salvaje, debido a la dificultad para ascenderla, y por ser además la segunda en porcentaje de fatalidades entre todos los ochomiles, después del Annapurna. Por cada cuatro personas que han alcanzado la cumbre, una ha muerto intentándolo. El K2 ha sido el último de los ochomiles en ser escalado en invierno, lo que se consiguió el 16 de enero de 2021.

## Nombre

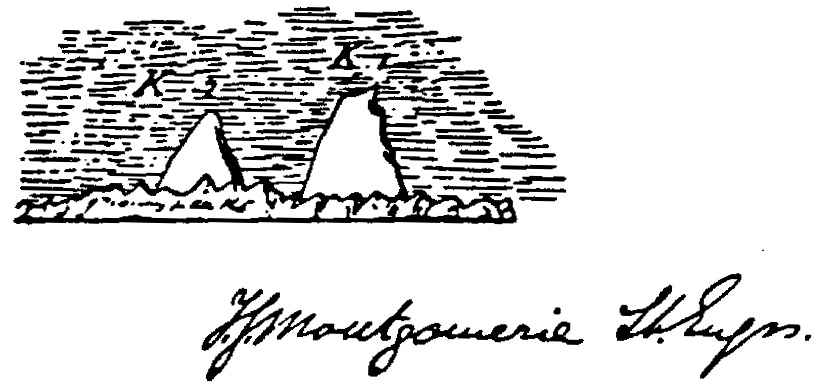
El esquema original dibujado por Montgomerie en el que anotó "K2".

El nombre K2 deriva de la anotación usada por el Gran Proyecto de Topografía Trigonométrica del Himalaya. En 1856, Thomas Montgomerie hizo la primera exploración del Karakórum desde el monte Haramukh, alrededor de 210 km al sur, realizando un dibujo de los dos picos más prominentes, llamándolos K1 y K2.
La política del Gran Proyecto de Topografía Trigonométrica era usar nombres locales para las montañas siempre que fuera posible, y el K1 se descubrió que, localmente, era llamado Masherbrum. El K2, sin embargo, parece que no había adquirido ningún nombre local, posiblemente debido a lo remoto de su ubicación. La montaña no es visible desde Askole, el último pueblo al sur, o desde la localidad más cercana al norte y solo se entrevé desde el extremo del glaciar Baltoro, más allá del cual pocas personas del área local se habrían aventurado.
Las autoridades chinas se refieren al K2 como Qogir. Este nombre se deriva del nombre Chogori, que se sugirió que era un nombre local, pero es escasa la evidencia de que se usara de forma generalizada. Puede haber sido "un nombre sintético construido por los exploradores occidentales en el siglo XX de dos palabras balti, chhogo ('grande') y ri ('montaña') (شاہگوری)," o simplemente una respuesta perpleja a la pregunta ¿Cómo se llama eso?" Sin embargo, forma la base del nombre Qogir (en chino tradicional, 喬戈里峰; en chino simplificado, 乔戈里峰; pinyin, Qiáogēlǐ Fēng) por el que las autoridades chinas oficialmente se refieren al pico. Otros nombres locales han sido sugeridos incluyendo Lamba Pahar ("Montaña Alta" en urdu) y Dapsang, pero su uso no está extendido.
A falta de un nombre local, se sugirió el nombre Monte Godwin-Austen, en honor de Henry Godwin-Austen, un temprano explorador de la zona y, aunque el nombre fue rechazado por la Royal Geographical Society, se usó en varios mapas y sigue todavía utilizándose en ocasiones.
La marca del geógrafo, K2, por lo tanto, sigue siendo el nombre por el que se conoce normalmente a esta montaña. Ahora también se usa en el idioma balti, como Kechu o Ketu, ambos derivados de "K2" (en urdu: کے ٹو‎). El escalador italiano Fosco Maraini argumentó en su relato del ascenso del Gasherbrum IV que mientras el nombre de K2 debe su origen a una casualidad, su naturaleza breve e impersonal es muy apropiado para una montaña tan remota y desafiante. Concluyó que fue:

...justo el esqueleto de un nombre, todo roca, hielo, tormenta y abismo. No intenta sonar humano. Es átomos y estrellas. Tiene la desnudez del mundo antes del primer hombre o del planeta ceniciento después del último
Fosco Maraini

## Características topográficas
El K2 está ubicado en la parte noroeste de la Cordillera del Karakórum. La cuenca sedimentaria de Tarim limita la cordillera por el norte y el Himalaya Menor por el sur. Las aguas derretidas de los vastos glaciares, como los del sur y este del K2, alimentan la agricultura en los valles y contribuyen significativamente al suministro de agua potable regional. El Karakórum queda en el borde meridional de la placa tectónica euro-asiática y está formado por rocas sedimentarias antiguas (con una edad de más de 390 millones de años). Aquellos estratos se doblaron y fragmentaron por fallas, y masas de granito se infiltraron, cuando la Placa de la India colisionó con Eurasia, hace más de 100 millones de años.
A pesar de ser el segundo pico en altura, el K2 se encuentra únicamente en el puesto 22.º por prominencia, una medida de independencia y de aislamiento de la montaña. Ello se debe a que el K2 forma parte de un área sobreelevada que incluye el Karakórum, la meseta Tibetana y el Himalaya que incluye el Everest. En relación con este último, es posible seguir un camino desde el K2 hasta el Everest que transcurre en todo momento por encima de los 4594 metros de altitud (el punto más bajo está en Mustang Lo, Nepal). Muchos otros picos más bajos que el K2 son más independientes en este sentido.
 El K2 es, sin embargo, muy notable por su relieve y su altura total. Se alza más de 3000 metros sobre los valles glaciales que se encuentran en la base. Más importante quizá es que tiene la apariencia de una pirámide con vertientes constantes y de gran pendiente en todos sus lados. La cara norte es la más empinada: se alza 3200 metros desde el Glaciar Qogir en solo 3 kilómetros de distancia horizontal. En el resto de las vertientes se elevan 2800 metros en menos de 4 kilómetros. Un grado de pendiente en todas las direcciones de la montaña que no tiene parangón en el mundo. Esta es una de las razones por las que el K2 tiene una dificultad de ascenso tan alta. La forma piramidal de su cima, hace que el ataque final a la cumbre sea de escalada, por un terreno muy empinado de hielo y roca, a diferencia del Everest al cual se llega caminando. La dificultad técnica, el cansancio, el mal de altura, la falta de oxígeno, los edemas pulmonares o cerebrales han provocado que muchos pierdan la vida, frecuentemente en el descenso.

## Historia
La montaña fue registrada en 1856 por un equipo topográfico europeo dirigido por el británico Henry Haversham Godwin-Austen. Thomas George Montgomerie, un miembro del equipo, la llamó "K2" por ser el segundo pico del Karakórum. Las otras montañas importantes fueron llamadas originalmente K1, K3, K4, y K5, pero fueron posteriormente renombradas, respectivamente, como Masherbrum, Broad Peak, Gasherbrum II y Gasherbrum I.
El primer intento serio de ascensión fue organizado en 1902 por Oscar Eckstein y Aleister Crowley, pero, después de varios intentos, ningún miembro de la expedición consiguió alcanzar la cima, posiblemente por una combinación de falta de entrenamiento físico, conflictos personales y condiciones meteorológicas desfavorables. De los 68 días pasados en el K2 (en aquel momento un récord de permanencia en altitud) solo 8 fueron de tiempo claro. Consiguieron llegar hasta los 6500 metros por la arista Noreste.

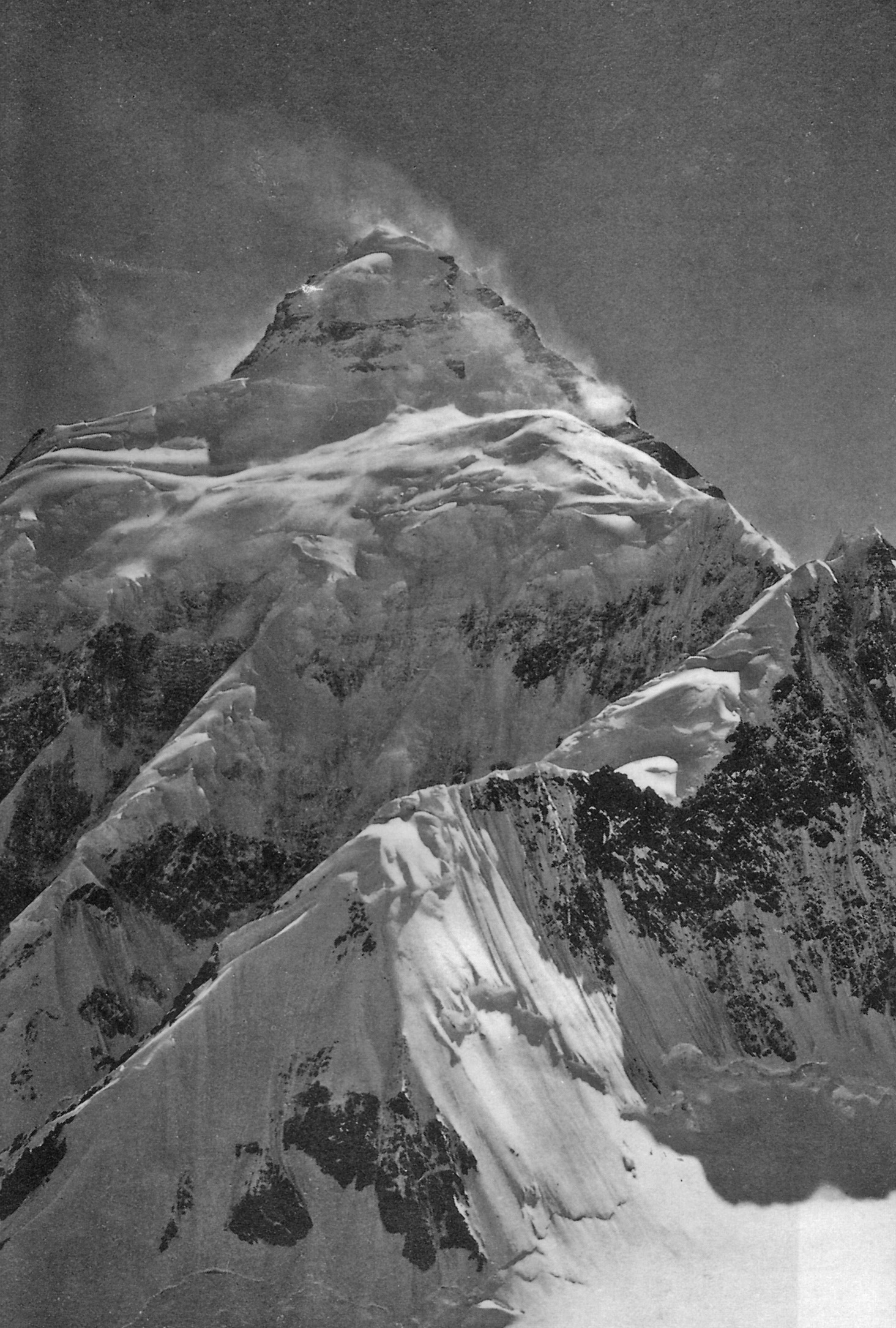
El K2 visto desde el este, fotografiado en la expedición de 1909

Además, hubo varios intentos posteriores sin éxito. La expedición de 1909 dirigida por Luis Amadeo de Saboya, duque de los Abruzos, alcanzó una altitud de 6666 metros en lo que hoy se conoce como el espolón de los Abruzzos, que el propio Luis Amadeo reconoció como la ruta más accesible, por el espolón Sudoeste, y que es la vía más habitual de escalada en la actualidad. Poco después, el mismo equipo intenta escalar el cercano Chogolisa de 7654 m, llegando hasta los 7500 m cuando el mal tiempo los obligó a regresar. Durante más de 10 años, esa será la máxima altura alcanzada por un ser humano.
Tras una expedición fallida en 1934, Charles Houston (que ya habría liderado junto con Tilman la expedición al Nanda Devi en 1936 y liderará la expedición de 1950 al Everest por la vía sur) encabeza en 1938 una expedición estadounidense que llega a los 7900 m. El alpinista Bill House superará la complicada chimenea que lleva su nombre.
En la expedición estadounidense de 1939, liderada por Fritz Wissner, mueren Dudley Wolfe y los sherpas Pasang Kikuli, Pasang Kitar y Pintso en el espolón de Abruzzos; son las cuatro primeras víctimas del K2. Esta fue la primera expedición que estuvo cerca de coronar la cima, ya que Wissner, junto a un nativo rebasó los 8300 m, superando así las mayores dificultades técnicas de la ruta del espolón de los Abruzzos.
La expedición de 1953 está de nuevo dirigida por Charles Houston. Cuando el equipo se encuentra a 7800 m, el tiempo empeora, y la tormenta les obliga a permanecer 10 días a esa altura, durante los cuales Art Gilkey enferma. Durante el desesperado descenso, todo el equipo estuvo a punto de despeñarse, siendo salvados por Pete Schoening. Gilkey no volvió a aparecer: bien desapareció en una avalancha, bien de forma voluntaria para evitar ser una carga para los demás miembros del equipo.

Una expedición italiana finalmente consiguió su objetivo el 31 de julio de 1954. La expedición fue dirigida por Ardito Desio, aunque los dos escaladores que alcanzaron la cima fueron Lino Lacedelli y Achille Compagnoni. 

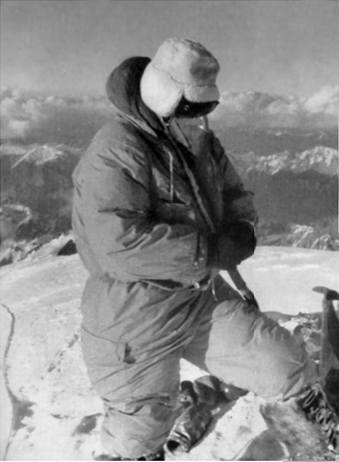
Achille Compagnoni en la cima del K2 en el primer ascenso con éxito de la historia (31 de julio de 1954). Fotografía tomada por Lino Lacedelli, su compañero en la cima.

 El equipo incluía un miembro pakistaní, el coronel Muhammad Ata-ullah que había participado en la expedición estadounidense anterior, que no consiguió alcanzar la cima, y en la que murió Art Gilkey. También participaron en la expedición el famoso escalador italiano Walter Bonatti y el porteador pakistaní Hunza Mahdi, cuya labor en el traslado de botellas de oxígeno resultó vital para el éxito de la expedición, en la que debieron efectuar un vivac a 8100 metros debido a un malentendido con Lacedelli y Compagnoni. Esta acampada al aire libre y a esa altura escribiría otro capítulo en la historia del alpinismo en el Himalaya.
El 9 de agosto de 1977, 23 años después de la expedición italiana, Ichiro Yoshizawa dirigió la segunda ascensión a la cima que culminó con éxito, con Ashraf Amman como el primer escalador pakistaní. La expedición ascendió por el Espolón de los Abruzzos, abierto por los italianos, y utilizó hasta 1500 porteadores para conseguir su objetivo.
1978 fue el año de la tercera ascensión, esta vez por una nueva ruta, la larga arista este (al final de la vía se atraviesa hacia la izquierda sobre la cara este para evitar un precipicio y se une con la parte alta de la vía de los Abruzos). Esta ascensión fue realizada por un equipo estadounidense dirigido por el renombrado James Whittaker (primer estadounidense que escaló el Everest). El resto del equipo estaba compuesto por Louis Reichardt, James Wickwire, John Roskelley y Rick Ridgeway. Wickwire soportó una noche en vivac, 150 metros por debajo de la cima, a una altura en la que nadie antes había permanecido tantas horas seguidas. La ascensión tuvo una gran importancia para el equipo estadounidense, ya que significó completar la tarea iniciada en 1938, 40 años antes.
La cuarta ascensión absoluta a la cima tuvo lugar en 1979 por la expedición dirigida por Reinhold Messner. Tras rechazar por su enorme dificultad la ruta conocida como "Magic Line", usan la ruta habitual del espolón de los Abruzzos.
En 1981, una expedición japonesa alcanza la cima por la arista suroeste abriendo una nueva vía (anteriormente en esta ruta habían fracasado dos expediciones británicas dirigidas por Chris Bonington). En esta expedición se alcanza por primera vez la punta oeste del K2 (8230 m), que no es considerada una cumbre secundaria.
Otra notable ascensión fue la realizada por una nueva expedición japonesa que llegó a la cima por la difícil arista norte (ver descripción de rutas más adelante), desde la parte china de la montaña, en 1982. El equipo de la "Asociación de Montañismo de Japón" dirigido por Iso Shinkai y Masatsugo Konishi puso tres miembros en la cima, Naoe Sakashita, Hiroshi Yoshino, y Yukihiro Yanagisawa, el 14 de agosto. Sin embargo, Yanagisawa murió al caerse durante el descenso. Otros cuatro miembros alcanzaron la cima al día siguiente.
En 1983 tienen lugar las dos primeras expediciones españolas (ambas sin éxito): una expedición navarra por el espolón de los Abruzzos, y otra de Al filo de lo imposible que alcanza los 8250 m. por la vía japonesa de la cara oeste.
En el año 1986 el ascenso a la montaña se populariza: además de varias ascensiones por el espolón de los Abruzzos (una de ellas lleva a la cumbre a los 2 primeros españoles en conseguirlo, Mari Abrego y José María Casimiro), Jerzy Kukuczka y Tadeusz Piotrowski abren la cara sur por el espolón central (aunque Piotrowski fallecerá durante el descenso), una expedición checo-polaca consigue llegar a la cima por la "Magic Line" del espolón SSO y Tomo Cesen abre inaugurando en solitario el pilar derecho de la cara sur, ruta que aún lleva su nombre. Además, Wanda Rutkiewicz y Liliane Barrard se convierten en las primeras mujeres en llegar a la cima. A pesar de los éxitos, resulta un año muy trágico (ver La Tragedia del K2), ya que fallecen 13 alpinistas: los estadounidenses Alan Pennington y John Smolich, los franceses Liliane y Maurice Barrard, el italiano Renato Casarotto, los polacos Dobroslawa Wolf, Tadeusz Piotrowski y Woiciech Wröz, el pakistaní Mohammed Ali, los austriacos Alfred Imitzer y Hannes Wieser y los ingleses Alan Rouse y Julie Tullis. Kurt Diemberger lo relata en su libro "K2, nudo y destino".
En 1995, tras hacer cima, el brusco cambio de las condiciones atmosféricas sorprende a la cordada aragonesa formada por Javier Escartín, Javier Olivar y Lorenzo Ortiz. Fallecieron los tres. También mueren la británica Alison Heargraves, el neozelandés Bruce Grant y el canadiense Jeff Lakes.
La escalada del K2 más importante realizada por alpinistas españoles fue en el año 2004, cuando una cordada catalana integrada por Oscar Cadiach, Manel de la Matta y Jordi Corominas ascendieron por la "Magic Line", la segunda ruta más difícil y peligrosa de la montaña (calificada por Reinhold Messner como "ruta suicida") y que solamente había sido subida una vez anteriormente. La cima fue alcanzada por Jordi Corominas, que realizó el descenso por la más habitual vía de los Abruzzos, mientras que Manel de la Matta falleció de agotamiento (posiblemente complicada por peritonitis) bajando la "Magic Line" conjuntamente con Cadiach.

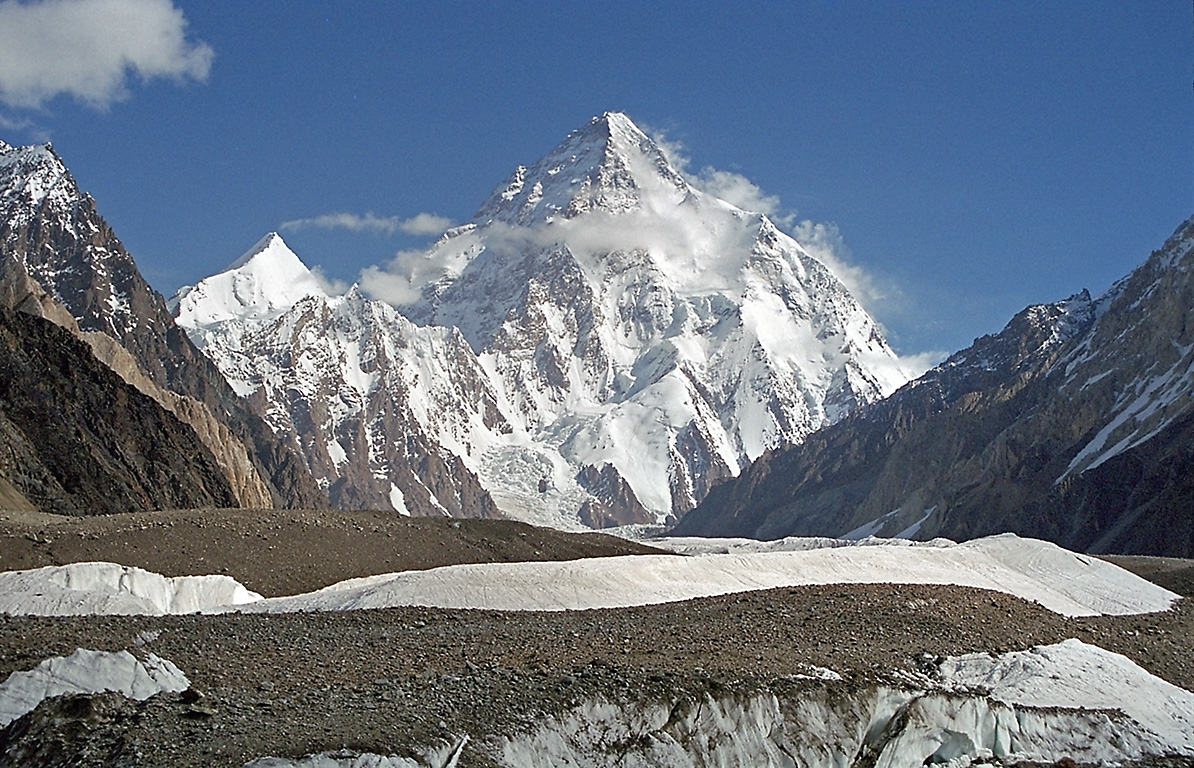
El K2 desde el Glaciar Godwin-Austen.

 Hoy en día, la montaña ha sido escalada por todas sus aristas. Aunque la montaña es de menor altura que el Everest se considera que es más difícil de ascender por su terrible clima y su mayor altura comparada con el terreno circundante. Se dice que la montaña representa la escalada más difícil de mundo, de ahí su sobrenombre de "La Montaña Salvaje". Hasta agosto de 2004, solo 246 personas han conseguido ascenderla, mientras que 2238 habían logrado hasta entonces subir al Everest. Al menos 56 personas han muerto en el intento. Trece montañeros de distintas expediciones murieron en 1986 en la que ha sido la peor temporada hasta la fecha, denominada "La Tragedia del K2".
La leyenda dice que el K2 tiene una maldición para las mujeres. La primera mujer en alcanzar la cumbre fue Wanda Rutkiewicz de Polonia en 1986. Las siguientes cinco mujeres en alcanzar la cumbre han muerto (tres de ellas en el descenso y las otras dos ascendiendo otros ochomiles). Rutkiewicz también murió en el Kangchenjunga en 1992. Sin embargo, la maldición parece haberse roto en 2004 cuando la española Edurne Pasabán descendió con éxito, aunque a costa de perder por congelación dos falanges de los dedos del pie, que debieron ser amputados. De nuevo en 2006, Nives Meroi de Italia y Yuka Komatsu de Japón consiguieron ser, respectivamente, la séptima y octava mujeres en alcanzar y descender el K2.
Gran parte de los ascensos al K2 se han realizado sin utilizar oxígeno, normalmente por expediciones ligeras en estilo alpino; sin embargo, en la temporada 2004 hubo un gran incremento en el uso de oxígeno: 28 de los 47 ascensos se realizaron con oxígeno ese año. Solo ha habido tres montañeros en la historia que han sido capaces de subir esta montaña mítica en dos ocasiones, entre ellos el español Juanito Oiarzabal.
Tras el ascenso invernal al Nanga Parbat en febrero de 2016, el K2 era el último ochomil que aún no había sido conseguido ser escalado en invierno. Finalmente, después de 33 años de intentos infructuosos, en los que siete expediciones diferentes habían fracasado, el 16 de enero de 2021 una expedición combinada formada por tres equipos de sherpas nepalíes consiguió hacer cumbre. Los escaladores que lograron la cima fueron: Nirmal Purja, Gelje, Mingma David, Mingma Tenzi, Pem Chhiri y Dawa Temba (equipo Nimsdai); Mingma Gyalje, Dawa Tenzin y Kili Pemba (equipo Mingma G); y Sona (equipo Seven Summit Treks). De ellos, solo Nirmal Purja y Mingma Gyalje lograron la hazaña sin utilizar oxígeno suplementario. El español Sergi Mingote, que formaba parte del equipo de Seven Summit Treks, murió en un accidente durante el descenso sin haber logrado alcanzar la cumbre, mientras bajaba del campo 3 al campo base.

### Accidentes mediáticos
Al margen de la terrible Tragedia del K2, ocurrida en 1986 y ya mencionada con anterioridad, el 3 de agosto de 2008, once expedicionarios perdieron la vida cuando bajaban al campo base, cuando se les vino encima un alud de nieve que terminó por arrastrarlos y sepultarlos. En febrero de 2021, el equipo de montañistas integrado por el chileno Juan Pablo Mohr, el pakistaní Muhammad Ali Sadpara y el islandés John Snorri Sigurjonsson se perdieron en el K2, cuando intentaban ascenderlo en temporada invernal.

## Vías de escalada

Principales rutas de escalada en la cara sur de la montaña. A: pilar Oeste; B: cara Oeste; C: pilar Suroeste (Magic Line); D: cara Sur (línea polaca); E: ruta Sursureste; F: espolón de los Abruzzos.

Existen varias rutas de escalada de distinto tipo pero todas ellas comparten ser de gran dificultad. Obviamente, el inconveniente principal es la altitud que provoca una falta de oxígeno importante; de hecho, cerca de la cima la densidad de oxígeno es un tercio de la habitual al nivel de mar. En segundo lugar, su duro clima, con tormentas extremas que pueden durar varios días y que han provocado muchas muertes de escaladores. Por último, el K2 tiene unas rutas de escalada con grandes pendientes, muy expuestas a los peligros de la montaña y que requieren un gran esfuerzo que, además, hace que sea muy difícil retroceder y ponerse a salvo especialmente si llega una tormenta.

### Ruta del Espolón de los Abruzzos
Es la ruta estándar de ascenso, utilizada mucho más frecuentemente que cualquier otra. El primer intento por esta vía fue realizado por Luis Amadeo de Saboya en 1909 (véase el artículo citado).

### Arista Norte

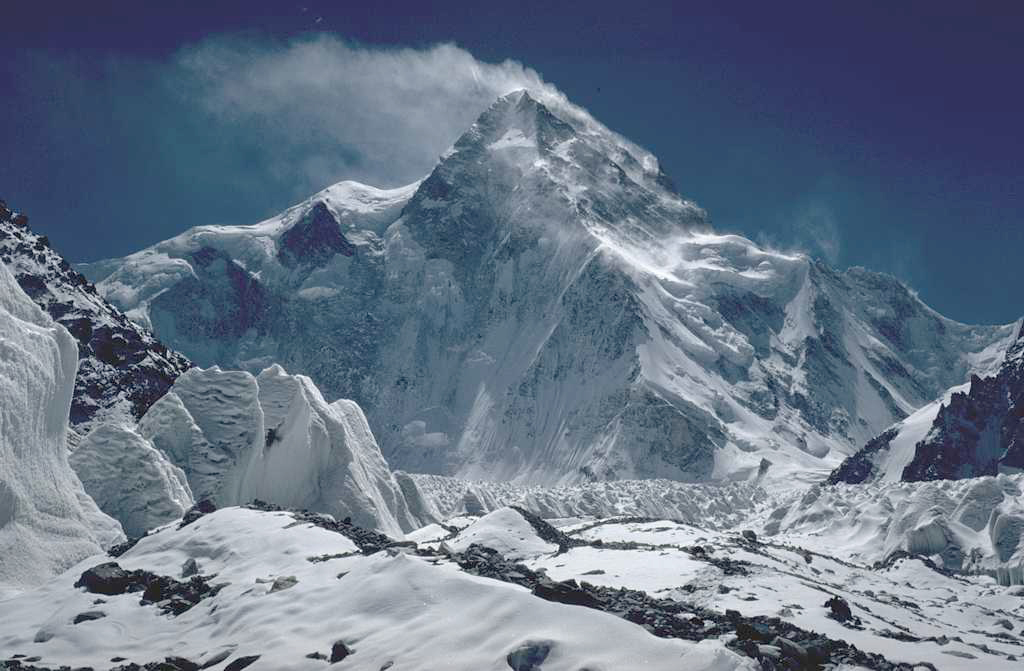
Cara norte del K2, desde la vertiente china

Se encuentra en el lado opuesto a la vía del Espolón de los Abruzzos, en la vertiente china de la montaña. La escalada por esta arista es muy poco habitual, principalmente debido a su dificultad de acceso, incluyendo el cruce del Río Shaksgam, que es muy peligroso de realizar. Al contrario que el bullicioso Campo Base bajo el Espolón de los Abruzzos, en este lado de la montaña no suele haber nunca más de una o dos expediciones. Esta ruta, de más dificultad técnica que la Abruzzi, asciende una empinada pendiente principalmente de roca hasta lo alto de la montaña (Campo IV, el "Nido del Águila" a 7900 metros), y luego cruza una zona deslizante sobre un "glaciar colgado" (glaciar muy empinado en el que el paso de la nieve y el hielo hacia el glaciar principal se realiza entre deslizamientos y avalanchas) para, desde allí, alcanzar la cima por un corredor de nieve.
Además de la original ascensión japonesa (ver la sección de Historia), en 1990 Greg Child, Greg Mortimer, y Steve Swenson, realizaron una notable ascensión en estilo alpino (aunque utilizaron algunas cuerdas fijas ya colocadas en la montaña en expediciones previas).

### Otras rutas
La "ruta de los polacos", vía extremadamente difícil, discurre por el espolón central de la cara sur. Fue escalada en 1986 por Jerzy Kukuczka y Tadeusz Piotrowski.
Otra vía de extrema dificultad es la "Magic Line", que discurre por la cara sursudoeste. Fue escalada por primera vez por una expedición polaca en 1986 y fue repetida por Jordi Corominas en 2004.

## Películas sobre el K2
- Límite vertical
- K2 (película)
- Karakoram & Himalayas, 2007
- The Summit, 2012
- The Climber